# Stendhal
Stendhal, pseudònim de Henri Beyle (Grenoble, 23 de gener de 1783 - París, 23 de març de 1842), va ser un escriptor francès del segle xix. Valorat per la seua aguda anàlisi de caràcters i la concisió del seu estil, és considerat un dels literats més importants i més primerencs del Realisme. És conegut sobretot per les seues novel·les Le Rouge et le Noir (El roig i el negre, 1830) i La Chartreuse de Parme (La cartoixa de Parma, 1839) i per ser el primer biògraf de Rossini, del qual n'era un fervent admirador.

## Biografia

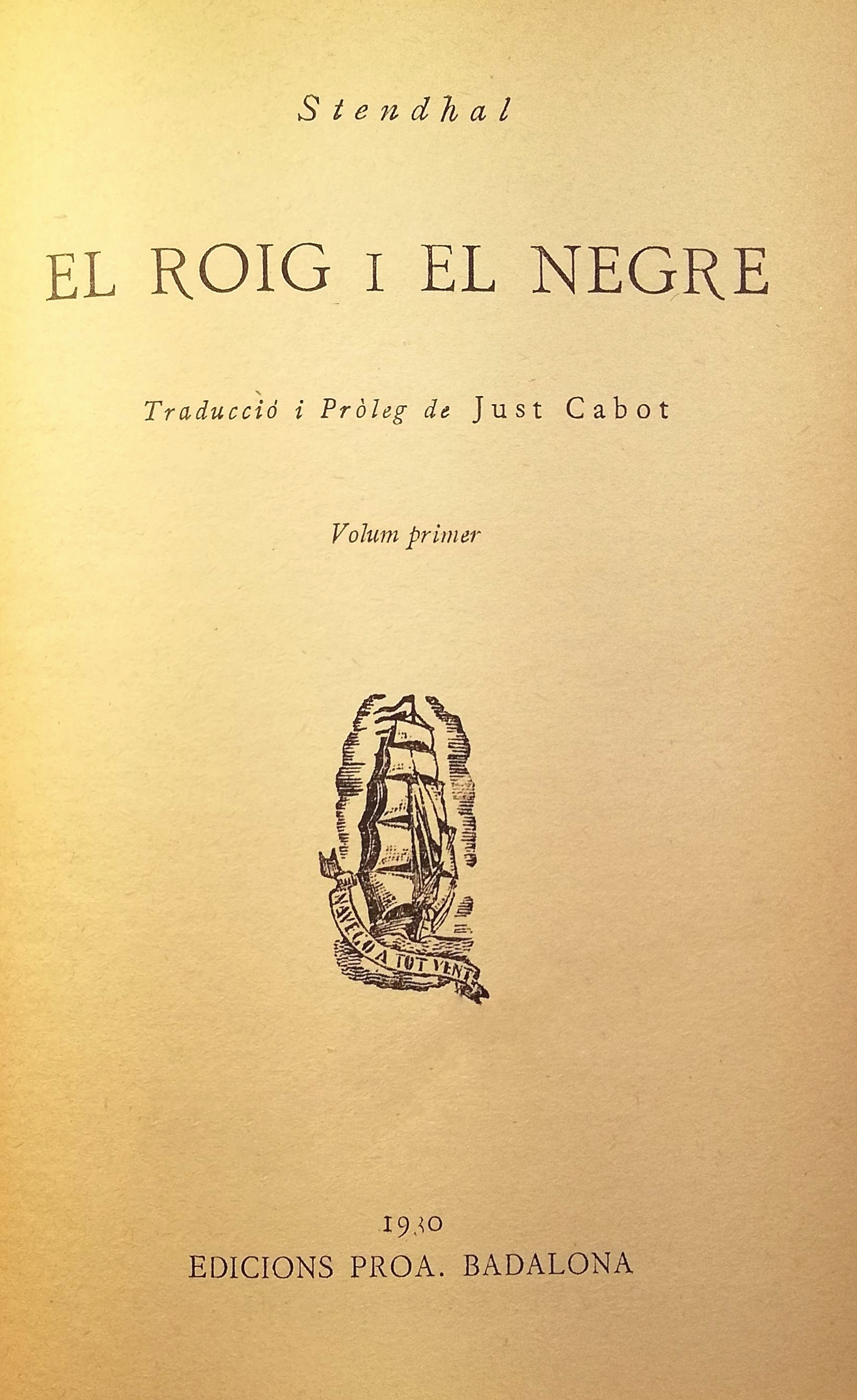
El Roig i el Negre (Le Rouge et le Noir) obra emblemàtica de Stendhal, traduïda al català i publicada a Badalona l'any 1930 dins la col·lecció A Tot Vent

Nascut Henri-Marie Beyle en una família burgesa, va quedar orfe de mare a l'edat de set anys. Son pare, que es va encarregar junt amb una tia de la seua educació, va ser empresonat el 1794 durant el Terror. Va estudiar des de 1796 a l'Escola central de Grenoble i va aconseguir unes altes qualificacions en matemàtiques. L'any 1799 es va traslladar a París, amb la idea d'estudiar a l'Escola Politècnica, però va emmalaltir i no hi va poder ingressar. Va obtenir una feina al Ministeri de Defensa, on ja hi treballava el seu cosí, Pierre Daru.
L'any següent va viatjar a Itàlia, com a subtinent dels dragons. L'estada a Itàlia li va permetre conèixer la música de Domenico Cimarosa i Gioacchino Rossini (de qui va escriure una cèlebre biografia, Vida de Rossini), a més de les obres de Vittorio Alfieri. El 1801 va participar en la campanya d'Itàlia amb les tropes napoleòniques, servint a l'Estat Major del general Stéphane Michaud.
En aquests anys, Stendhal va entrar en contacte amb els intel·lectuals de la revista Il Conciliatore, i es va aproximar a les experiències romàntiques. El 1802 deixà l'exèrcit i passà a treballar de funcionari de l'administració imperial a Alemanya, Àustria i Rússia, però sense participar en les batalles de l'exèrcit napoleònic. En aquest mateix any va començar una relació amorosa amb Madame Rebuffel, primera de la desena d'amants que se li coneixen.
L'any 1815 va traslladar-se a viure a Milà i dos anys després va publicar Roma, Nàpols i Florència, tota una declaració del seu amor per Itàlia, en la qual descriu l'anomenada síndrome de Stendhal, que és una mena d'èxtasi i mareig que es produeix en contemplar una acumulació d'art i bellesa en molt poc espai i temps. Stendhal el va experimentar en contemplar la basílica de la Santa Croce de Florència.
El mateix any va viatjar a Roma, Nàpols, Grenoble, París, i per primera vegada a Londres. El 1821 va realitzar un segon viatge a Anglaterra, per a recuperar-se d'una decepció amorosa, i un tercer el 1826, també a causa de problemes. Els anys següents els va dedicar pràcticament a vagarejar per Europa.
De nou a Itàlia, va ser expulsat sota l'acusació d'espionatge i va haver de tornar a París. Va començar a treballar en un diari, des del qual va poder dissenyar el seu programa essencialment romàntic, caracteritzat i millorat amb el reconeixement de la història com a part essencial de la literatura.
Va viatjar al sud de França el 1830 i el 1831 a Trieste i Civitavecchia, on va exercir com a vicecònsol francès. Dos anys després, va anar a París i a Lió. El 1837 va fer dos llargs viatges per Itàlia. El 1839 va viatjar a Nàpols acompanyat pel seu amic Prosper Mérimée. L'any 1841 va tenir un primer atac d'apoplexia i es va veure obligat a tornar a la capital francesa.
Stendhal va morir el març de l'any següent i va ser enterrat al cementeri de Montmartre.

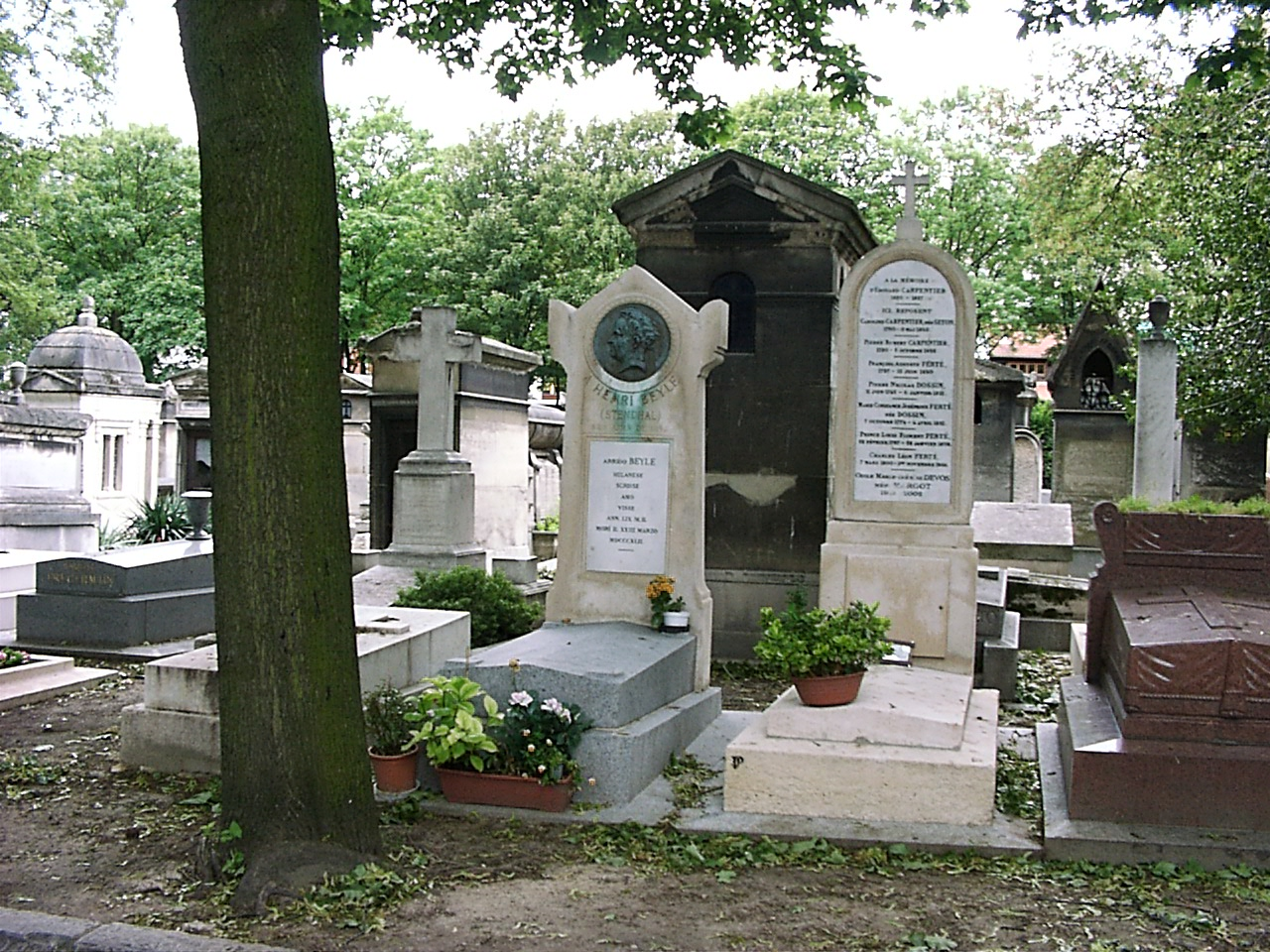
Tomba de Stendhal al cementiri de Montmartre, París

A la seua làpida va fer escriure el següent epitafi: «Arrigo Beyle, milanese. Scrisse, amò, visse Ann. LIX M. II. Morì il XXIII marzo MDCCCXLII» («Henry Beyle, milanès. Va escriure, va estimar, va viure 59 anys, 2 mesos. Va morir el 23 de març de 1842»).

## Pseudònims
Abans d'establir-se amb el pseudònim Stendhal, va publicar amb molts pseudònims, entre ells «Louis Alexandre Bombet» i «Anastasius Serpière». L'únic llibre que Stendhal va publicar amb el seu propi nom va ser Història de la pintura (1817). A partir de la publicació de Roma, Nàpols, Florència (setembre de 1817) va publicar les seves obres sota el pseudònim de «M. de Stendhal, oficial de Cavalleria». Va agafar en préstec aquest pseudònim per la ciutat alemanya de Stendal, lloc de naixement de Johann Joachim Winckelmann, un historiador de l'art i arqueòleg famós a l'època.
El 1807, Stendhal es va quedar a prop de Stendal, on es va enamorar d'una dona anomenada Wilhelmine, a qui va anomenar Minette, i per la qual es va quedar a la ciutat. «No tinc cap inclinació, ara, excepte la Minette, per aquesta Minette rossa i encantadora, aquesta ànima del nord, com no he vist mai a França o Itàlia». Stendhal va afegir una «H» addicional per fer més clara la pronunciació germànica.
Stendhal va utilitzar molts àlies en els seus escrits autobiogràfics i correspondència, i sovint va assignar pseudònims als amics, alguns dels quals van adoptar els noms per a ells mateixos. Stendhal va utilitzar més d'un centenar de pseudònims, que eren sorprenentment diversos. Alguns els va utilitzar no més d'una vegada, mentre que d'altres els va tornar al llarg de la seva vida. «Dominique» i «Salviati» van servir com a noms íntims de mascotes. Encunya noms còmics «que el fan encara més burgès del que realment és: Cotonnet, Bombet, Chamier». Utilitza molts noms ridículs: «Don phlegm», «Giorgio Vasari», «William Crocodile», «Poverino», «Baron de Cutendre». Un dels seus corresponsals, Prosper Mérimée, va dir: «Mai va escriure una carta sense signar un nom fals».
El Diari de Stendhal i els escrits autobiogràfics inclouen molts comentaris sobre màscares i els plaers de «sentir-se viu en moltes versions". «Mireu la vida com un ball de màscares», és el consell que Stendhal es dona al seu diari de 1814. A Memòries d'un egoista escriu: «Se'm creurà si dic que portaria una màscara amb plaer i que m'agradaria canviar-me el nom?... per a mi la felicitat suprema seria canviar-me per un alemany ros i caminar així per París».

## Stendhal als salons literaris

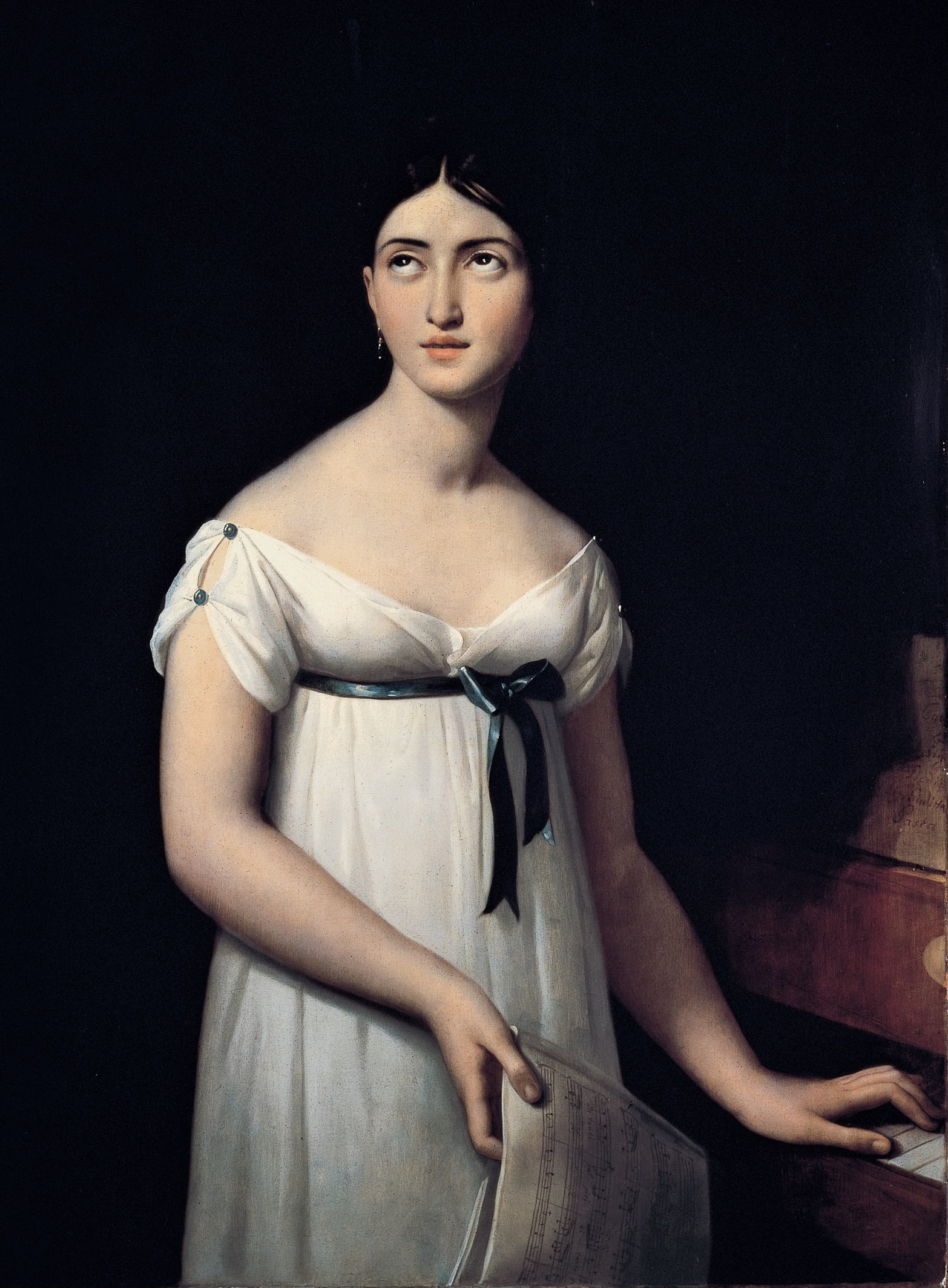
Gioacchino Serangeli: Giuditta Pasta

Va freqüentar diversos salons literaris de París com els aristocràtics de La Fayette (1757-1834) i el d'Tracy (1754-1836); també els del pintor François Gérard (1770-1837), on va conèixer el miniaturista Abraham Constantin (1785-1855), que va ser amic seu a Roma, Delacroix (1798-1863), Balzac (1799-1850), el poeta Pierre-Jean de Béranger (1780-1857), el filòsof Cousin (1792-1867), el seu admirat polemista Paul-Louis Courier (1772-1825), etc. Stendhal va conèixer també el jove Prosper Mérimée (1803-1870).

## Obres
Els lectors contemporanis no van apreciar completament l'estil realista de Stendhal durant el període romàntic en què va viure. No es va apreciar del tot fins a principis del segle xx. Va dedicar el seu escrit a «The Happy Few» (en anglès a l'original). Això es pot interpretar com una referència al cant 11 de Don Juan de Lord Byron, que fa referència a «els mil pocs feliços» que gaudeixen de l'alta societat, o a la línia de «nosaltres pocs, pocs feliços, una banda de germans ». Enric V de William Shakespeare, però l'ús de Stendhal més probablement es refereix a El vicari de Wakefield d'Oliver Goldsmith, parts de les quals havia memoritzat durant el curs d'ensenyament d'anglès.
A El vicari de Wakefield es refereix irònicament al petit nombre de persones que llegeixen l'obscur i pedant tractat sobre la monogàmia del personatge principal. Com a crític literari, a Racine i Shakespeare, Stendhal va defensar l'estètica romàntica comparant desfavorablement les regles i les restriccions del classicisme de Jean Racine amb els versos i els escenaris més lliures de Shakespeare, i donant suport a l'escriptura d'obres en prosa.

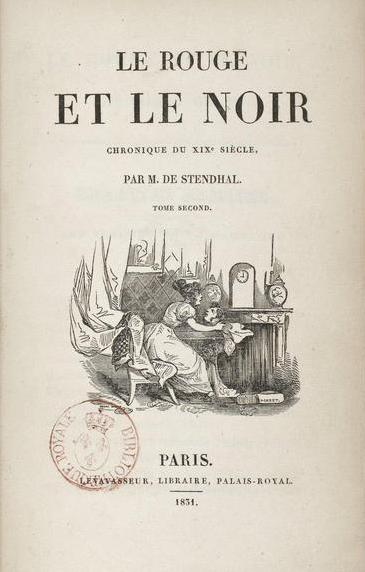
El segon volum de l'edició de 1831 de El roig i el negre, considerada com l'obra més notable i coneguda de Stendhal.

Segons el teòric literari Kornelije Kvas: «A la seva novel·la El roig i el negre, Stendhal es refereix a una novel·la com un mirall que es porta en una cistella. La metàfora de la novel·la realista com a mirall de la realitat contemporània, accessible al narrador, té certes limitacions, de les quals l'artista és conscient. Una obra realista valuosa supera el sentit platònic de l'art com a còpia de la realitat. Un mirall no reflecteix tota la realitat, ni l'objectiu de l'artista és documentar-la completament. A El roig i el negre, l'escriptor subratlla la importància de la selecció a l'hora de descriure la realitat, amb l'objectiu de realitzar la funció cognitiva d'una obra d'art, aconseguida a través de les categories d'unitat, coherència i tipicitat». Stendhal era un admirador de Napoleó i la seva novel·la El vermell i el negre es considera el seu homenatge literari a l'emperador.
Avui, les obres de Stendhal criden l'atenció per la seva ironia i dimensions psicològiques i històriques. Stendhal era un apassionat de la música, especialment de les obres dels compositors Domenico Cimarosa, Wolfgang Amadeus Mozart i Gioachino Rossini. Va escriure una biografia de Rossini, Vie de Rossini (1824), ara més valorada per la seva àmplia crítica musical que pel seu contingut històric. També va idealitzar l'aristocràcia, assenyalant el seu antiigualitarisme però apreciant com és liberal en el seu amor per la llibertat.
En les seves obres, Stendhal va recuperar fragments apropiats de Giuseppe Carpani, Théophile Frédéric Winckler, Sismondi i altres.
Va escriure nombrosos assajos i memòries, entre els que avui es recorden:
- Vides de Haydn, Mozart i Metastasio (1815)
- Història de la pintura a Itàlia (1817)
- Vida de Napoleó (1817-1818)
- Sobre l'amor (1822)
- Racine i Shakespeare (1823)
- Vida de Rossini (1823)
- Passejos per Roma (1829)
- Records d'egotisme (pòstum, 1893)
- Vida d'Henry Brulard (1835-1836; incompleta, publicada en 1890)
- Records d'un turista (1838)
- Lamiel (1840; incompleta, publicada en 1889)

Però la seua fama la deu fonamentalment a quatre famosíssimes novel·les:
- Armància (1826). Després d'un idil·li amb l'actriu Clémentine Curial, va redactar aquesta primera novel·la, per a la qual es va inspirar de la seua relació amb Matilde Viscontini Dembowski. Va constituir el primer exemple de novel·la en què s'ambientaven històricament les vicissituds amoroses, la qual cosa permetia a Stendhal analitzar i criticar la societat contemporània.
- El roig i el negre (1830), en la qual il·lustra l'atmosfera de la societat francesa en la Restauració. Stendhal va representar un jove, model de les ambicions i frustracions de l'època, fent veure els problemes que es donaven entre les diverses classes emergents en els anys que van precedir Lluís Felip d'Orleans.
- La cartoixa de Parma (1839). Probablement la seua millor obra, més novel·lesca que El roig i el negre. La va escriure en dos mesos, i això es fa evident en el fet que es van afegint personatges i trames alhora que avança la mateixa novel·la i li dona un aire espontani i sincer. En la seua època només va rebre l'elogi d'Honoré de Balzac.
- Lucien Leuwen (incompleta i pòstuma, 1894). Retrata les circumstàncies en què la França monàrquica de Lluís Felip I de França s'enfonsa, sota l'atenta i crítica mirada de Stendhal.

Altres obres, menys conegudes, són:
- El rosa i el verd (1837, novel·la incompleta)
- Mina de Vanghel (1830, després publicada en la Revue des Deux Mondes)
- Els relats curts recollits i editats més tard per Henri Martineau en el volum Chroniques italiennnes (Le Divan, París 1929), Cròniques italianes:
  - L'abadessa de Castro[14]
  - Vittoria Accoramboni[14]
  - Els Cenci[14]
  - La Duquessa de Palliano[14]
  - Sant Francesc a Ripa
  - Vanina Vanini
  - Favors que maten
  - Suora Scolastica

## Característiques literàries
Els principals temes de la seua producció literària van ser la seua marcadíssima sensibilitat romàntica i un poderós sentit crític, que van donar vida a la seua filosofia de recerca de la felicitat, egotisme típic de tots els seus personatges. L'anàlisi de les passions, dels comportaments socials, l'amor per l'art i per la música, a més de la recerca epicúrea del plaer, s'expressen amb una manera d'escriure molt personal, en què el realisme de l'observació objectiva i el caràcter individual de la seua expressió es fonen de manera harmònica.
Per totes aquestes raons, Stendhal va haver de patir el buit que li van fer els seus contemporanis, amb excepció, com s'ha assenyalat abans, d'Honoré de Balzac, però posteriorment va aconseguir una enorme fama. Mesclant amb encert l'ambientació històrica i l'anàlisi psicològica, les seues novel·les descriuen el clima moral i intel·lectual de França. Stendhal ha estat considerat el creador de la novel·la moderna, que va donar pas a la gran narrativa del segle xix. Hom diu que és l'escriptor del XIX que menys ha envellit. El seu positivisme, sense contaminar per ideologies, mostra al lector un llenguatge molt modern.

## Traduccions al català
- Armance. Traducció de Lídia Anoll. Martorell: Adesiara, 2021.ISBN 978-84-16948-67-3[15]
- El Roig i el Negre (Le Rouge et le Noir). Traducció de Just Cabot. Badalona: Edicions Proa, 1930.
- El Roig i el Negre (Le Rouge et le Noir). Traducció de Ferran Toutain. Labutxaca, 2004.ISBN 978-84-96863-59-0
- La cartoixa de Parma (La Chartreuse de Parme). Traducció de Pere Gimferrer. Edicions 62, 1981.
- La cartoixa de Parma (La Chartreuse de Parme). Traducció de Ferran Toutain. La Casa dels Clàssics, 2023.ISBN 978-84-98594-13-3[16]

## Imatges

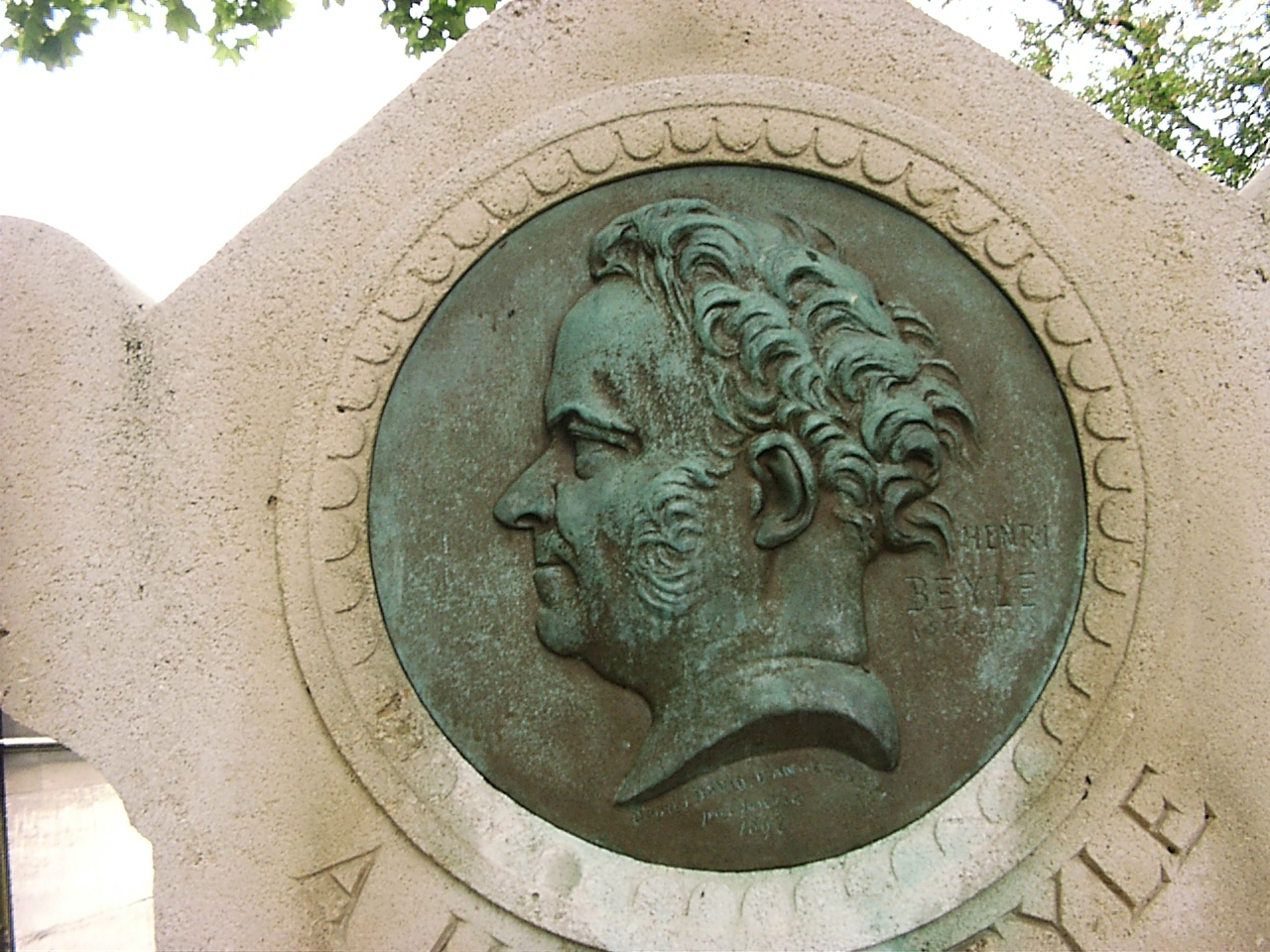
Detall de l'efígie de l'autor gravada a la tomba
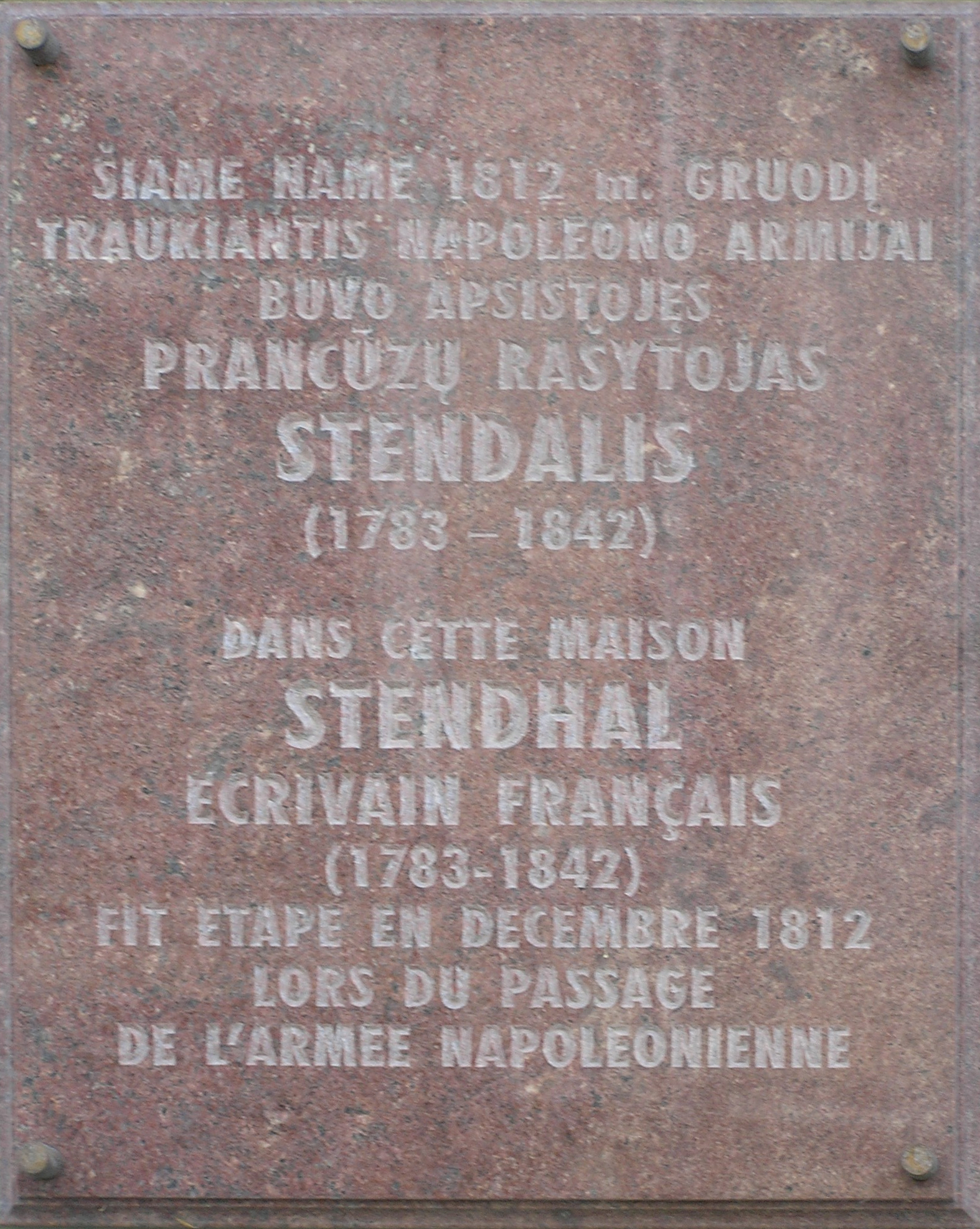
Placa a la casa en què es va allotjar Stendhal l'any 1812 al centre de Vílnius